# SNCF BB 25200 sorozat
Az SNCF BB 25200 sorozat egy francia kétáramnemű Bo'Bo' tengelyelrendezésű villamosmozdony-sorozat. A Le Matériel de Traction Électrique gyártotta 1965 és 1975 között. Összesen 50 db készült a sorozatból az SNCF részére.
Kétáramnemű mozdonyok, amelyek 1500 V egyenárammal és 25 kV 50 Hz váltakozó árammal is működnek. Az André Jacquemin által tervezett sorozat a korábbi BB 25100 és BB 25150 mozdonyok továbbfejlesztése, nagyobb, 160 km/h végsebességgel. Ez az BB 9200 és az BB 16000 sorozatok kétáramnemű megfelelője.
A sorozat összes tagját 2012-re kivonták a forgalomból.

## Gyártása
Az első 45 mozdony, a BB 25201–BB 25246 számúak, 1965 és 1967 között készültek. Ezt követően 1975-ben további 5 mozdony, a BB 25247–BB 25251 számúak készültek el. Ezen felül 2003-ban 4 db BB 25150 osztályú mozdonyt, a BB 25180, BB 25184, BB 25194 és BB 25195 számúakat alakították át.

## Szolgálati használat

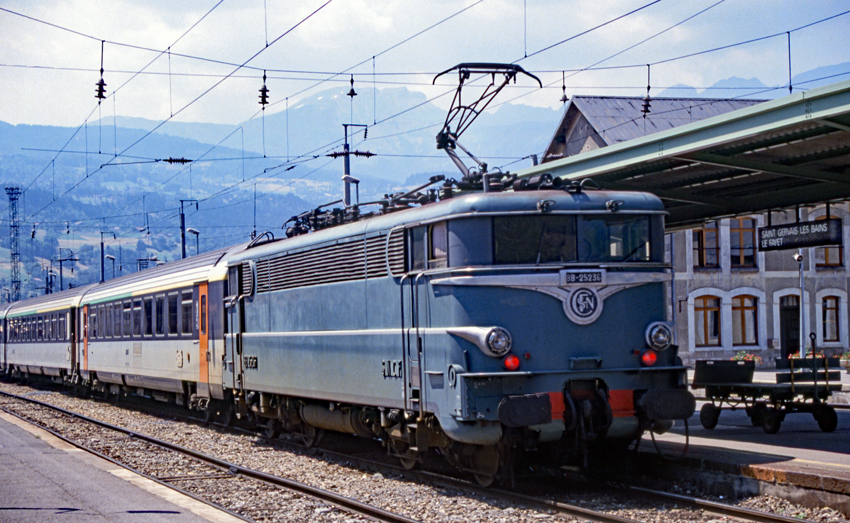
A kék színű BB 25236 mozdony egy ingavonati szerelvényt tol Saint-Gervais-les-Bainsből

Először Párizs és Le Mans, valamint Párizs és Rennes közötti személyszállítási szolgáltatásokban használták a mozdonyokat, amíg a BB 22200 sorozatú mozdonyok fel nem váltották. Ezt követően más párizsi járatokra, főként Le Havre-ba helyezték át a gépeket.
1987-ben a sorozat 18 tagját, a BB 25201, BB 25202 és BB 25236–BB 25251, ingavonati üzemre alakították át, és BB 25200R sorozattá minősítették át. Chambéry-be osztották be őket a Grenoble és Lyon közötti járatokra. Ezenkívül Párizsból Beauvais, Le Mans és Rennes felé is közlekedtek. A sorozat összes tagját 2012-re kivonták a forgalomból.

## Nevek
Négy mozdony saját nevet is kapott:
| Pályaszám | Név      | Pályaszám | Név        |
| --------- | -------- | --------- | ---------- |
| BB 25201  | Le Mans  | BB 25250  | Vitré      |
| BB 25247  | Combourg | BB 25251  | Versailles |